# Боцманмат
Боцманмат (от нидерл. boοtsmansmaat — досл.: «помощник боцмана») — унтер-офицерское воинское звание строевого состава, существовавшее в русском флоте и во флотах ряда стран мира, а также существующее в ВМФ и ВМС ряда современных государств.
В российском императорском флоте (РИФ) воинское звание боцманмат строевого состава (рулевые, сигнальщики и т. д.) соответствовало званию унтер-офицер 1-й статьи категории корабельных специалистов (трюмные машинисты и т. д.), а в русской императорской армии — званию старший унтер-офицер. Звание присваивалось во флоте без экзамена. В этот чин производили из унтер-офицеров 2-й статьи с годичным стажем, по аттестации. Чин боцманмата присваивался также рулевым, марсовым, сигнальщикам и водолазам. В отсутствие боцмана исполнял его обязанности. Должен знать такелажные работы, подъём и спуск рангоута, всё касающееся вооружения корабля, компас, управление рулём, управление шлюпкой под парусом и др. По представлению командира корабля может производиться в боцманы.